# Mansoor Al-Harbi
Mansoor Al-Harbi (właśc. Mansour Ateeq Al Sobhi Al Harbi; ar. منصور الحربي; ur. 19 października 1987 w Dżuddzie) – saudyjski piłkarz, występujący na pozycji obrońcy, aktualnie bez klubu, ostatnią jego drużyną był saudyjski klub Al Raed FC. 31-krotny reprezentant Arabii Saudyjskiej. Uczestnik Mistrzostw Świata 2018, na których nie zagrał jednak ani minuty.

## Statystyki

### Klubowe
Na podstawie:
| Klub            | Sezonów | Liga                      | Liga  | Liga   | Puchar krajowy | Puchar krajowy | Kontynentalne | Kontynentalne | Suma  | Suma   |
| Klub            | Sezonów | Liga                      | Mecze | Bramki | Mecze          | Bramki         | Mecze         | Bramki        | Mecze | Bramki |
| --------------- | ------- | ------------------------- | ----- | ------ | -------------- | -------------- | ------------- | ------------- | ----- | ------ |
| Al-Ahli Dżudda  | 11      | Saudi Professional League | 161   | 7      | 43             | 6              | 35            | 0             | 239   | 13     |
| Al-Ittihad Club | 2       | Saudi Professional League | 46    | 1      | 5              | 1              | 4             | 0             | 55    | 2      |
| Al Raed FC      | 2       | Saudi Professional League | 25    | 1      | 0              | 0              | –             | –             | 25    | 1      |
|                 | Łącznie | Łącznie                   | 232   | 9      | 48             | 7              | 39            | 0             | 319   | 16     |

### Reprezentacyjne
Na podstawie:
| Gole w reprezentacji | Gole w reprezentacji | Gole w reprezentacji | Gole w reprezentacji | Gole w reprezentacji | Gole w reprezentacji | Gole w reprezentacji |
| Lp.                  | Data                 | Miasto               | Przeciwnik           | Wynik                | Gole                 | Inne                 |
| -------------------- | -------------------- | -------------------- | -------------------- | -------------------- | -------------------- | -------------------- |
| 1.                   | 14.10.2012           | Rijad                | Kongo                | 3:2                  |                      |                      |

## Sukcesy
Na podstawie:

### Klubowe
Brak ważniejszych sukcesów.